# Onthophagus loudetiae
Onthophagus loudetiae är en skalbaggsart som beskrevs av Yves Cambefort 1984. Onthophagus loudetiae ingår i släktet Onthophagus och familjen bladhorningar. Inga underarter finns listade i Catalogue of Life.